# Diritti umani in Bangladesh
A partire dal 2005 il Bangladesh ha vissuto un periodo senza precedenti di continua instabilità politica, il 17 agosto di quell'anno centinaia di congegni esplosivi sono stati fatti esplodere in 64 distretti della nazione; come risultato di tal situazione vi sono state ripercussioni, oltre che sulla sicurezza nazionale, anche e soprattutto sui diritti umani, i quali - già discutibili in precedenza - si sono ulteriormente deteriorati.
Le forze di sicurezza del paese dell'Asia meridionale sono state costantemente criticate sia da Amnesty International che da Human Rights Watch propriamente a causa di gravi abusi dei diritti umani, questi vengono ad includere esecuzioni sommarie extra-giudiziarie, un utilizzo eccessivo della forza e l'uso della tortura per i prigionieri in stato di detenzione. 
Vari giornalisti e difensori dei diritti umani sono perseguitati ed intimiditi dalle autorità; a partire dal 2003 si son sempre più accumulati ostacoli legislativi relativi alla trasparenza nelle accuse, offrendo come diretta conseguenza l'immunità ai servizi di sicurezza dalle eventuali responsabilità nei confronti della popolazione in generale.
Le minoranze religiose induiste e dei musulmani Ahmadiyya si trovano in stato di perenne tensione e compromesso; la corruzione praticamente generalizzata è ancora un grosso problema, in una misura tale che Transparency International ha dato proprio al Bangladesh il titolo di paese più corrotto al mondo per cinque anni consecutivi.

## Tortura
Le agenzie di sicurezza nazionale sono state accusate di utilizzare spesso e volentieri la tortura durante gli interrogatori contro i prigionieri ; varie denunce si sono susseguite (tra cui l'esser picchiati con bastoni e sottoposti a scosse elettriche, si presume per il rifiuto della famiglia degli accusati a pagare un'adeguata tangente)
I fratelli Azizur Rahman Shohel e Atiquer Rahman Jewel sono stati violentemente torturati al punto da esser costretti a venir ricoverati presso il Rajshahi Medical School Hospital sotto stretta sorveglianza e custodia da parte della polizia.

## Persecuzione delle minoranze
Attacchi a case e luoghi di culto si verificano prevalentemente contro i fedeli del culto Ahmadi e con sempre maggior frequenza, ma il governo ha scelto di non prevenir in alcuna maniera tali atti né disciplinare gli agenti di polizia responsabili che non sono riusciti (o che non hanno voluto) difendere le vittime dagli attacchi. 
Anche altre minoranze religiose si trovano prese di mira e sotto attacco tramite rapimenti, profanazione dei luoghi di culto e conversioni forzate; con sempre maggior insistenza vengono segnalati casi in tal senso.
Vi sono state anche molte segnalazioni di persone di fede induista sfrattate arbitrariamente dalle loro proprietà e di ragazze indù vittime di violenza sessuale, ma le forze di polizia si rifiutano di indagare per perseguire penalmente i responsabili di tali azioni.
Anche a causa di questo clima palpabile di persecuzione religiosa, centinaia di migliaia di buddhisti, cristiani e indù si son trovati costretti a lasciare il paese

## Diritti delle donne
L'ONU ha individuato l'instabilità coniugale in Bangladesh come una delle cause fondamentali di forte od estrema povertà all'interno di quegli ambienti familiari che vedono le donne come uniche capofamiglia; la " Planning Commission" del paese ha definito la componente femminile della società come più suscettibile a ritrovarsi in stato d'abbandono e povertà a seguito della perdita del membro maschile della famiglia (per abbandono o divorzio) e quindi anche la sua unica fonte di guadagno.
Le donne in Bangladesh sono particolarmente inclini ad una forma di violenza domestica conosciuta come "lancio dell'acido" (vedi Ragazze acidificate) in cui, nella quasi totalità dei casi, la componente maschile della coppia getta una tanica di sostanza corrosiva (ad esempio acido cloridrico) solitamente sul volto col fine espresso di deformarne la figura e col risultato conseguente d'assoluto isolamento sociale: secondo uno studio nel decennio 1999-2009 almeno il 68% dei sopravvissuti ad attacchi con acido erano donne o ragazze. In Bangladesh, anche grazie a tale pratica, v'è una discriminazione mirata nei confronti delle donne
Nel 2010 è stata introdotta una legge contro la violenza domestica causata da perdite economiche, riconoscendo per la prima volta alla donna il diritto di continuar a vivere all'interno della casa coniugale; la stessa legge autorizza anche l'istituzione di luoghi in cui poter fornir assistenza almeno temporanea alle numerose vittime di violenza domestica. 
Nel 2012 il ministero della giustizia ha completato una ricerca a livello nazionale nel tentativo di riformare i codici interni alle comunità religiose, siano esse musulmane, induiste o cristiane (ad esempio un disegno di legge per la registrazione facoltativa dei matrimoni indù); si stanno infine valutando anche riforme, in particolare civili (ma anche penali), sulla citazione in giudizio a seguito di atti di violenza commessi da uomini nei confronti di donne (mogli, fidanzate etc) e che dovrebbero migliorare l'efficienza dei tribunali qualora si trovassero ad affrontare tali situazioni e tematiche.

## Libertà di religione
Anche se inizialmente il Bangladesh ha optato per un'ideologia nazionalista di stampo prettamente laico, fin dalla promulgazione della propria carta costituzionale, il suddetto principio di laicità è stato via via sostituito da un impegno sempre più improntato alla maniera di vita islamica; ciò attraverso una serie di emendamenti costituzionali e proclami del governo tra il 1977 e il 1988.
La Costituzione stabilisce l'Islam quale religione di Stato, ma prevede pure il diritto di praticare la fede religiosa di propria scelta (rimanendo soggetti alla legge, all'ordine pubblico e alla moralità nazionale). Generalmente il governo rispetta tali disposizioni anche nella pratica.

## Intimidazioni contro gli oppositori politici
Il Bangladesh è sempre stato instabile politicamente, ma la situazione si è aggravata ulteriormente negli anni duemila; specialmente da quando l'attuale prima ministra Sheikh Hasina è salita al potere nel 2009, il Bangladesh ha subito un forte arretramento democratico caratterizzato da clamorosi brogli elettorali, rapimenti di oppositori politici e repressione del dissenso.

## AIDS e omosessualità
I casi di infezione da HIV stanno crescendo in maniera preoccupante, con oltre un milione di malati conclamati in tutto il paese; anche se quest'aumento non si limita a quest'unica nazione, il governo del Bangladesh non pare stia attualmente facendo molto per prevenire la diffusione del virus con significative campagne informative.
Politicamente i gruppi più vulnerabili e a rischio d'infezione come prostitute e persone gay non sono stati mai finora in alcun modo educati circa il rischio di contrarre il virus; privi di qualsivoglia protezione da parte delle autorità, i cittadini LGBT si sono venuti a trovare regolarmente aggrediti, rapinati, sequestrati o periodicamente violentati, per finir con l'esser sottoposti a ricatti d'estorsione sia da parte di criminali che dalla stessa polizia.
Alcune organizzazioni si sono istituite per arginare la diffusione epidemiologica della sieropositività, ma tali progetti non hanno avuto un gran successo, anche e soprattutto a causa degli innumerevoli casi di brutalità da parte della polizia nei confronti proprio di coloro che si occupano e che lavorano più attivamente e con impegno a questi progetti.